# Runn
Runn ist ein See in der schwedischen Provinz Dalarna und der Verwaltungsprovinz Dalarnas län am südlichen Stadtrand von Falun.
Der See hat eine Fläche von 63,5 km² und ist damit nach dem Siljan der zweitgrößte See von Dalarna. Er hat eine maximale Tiefe von 32 Metern und entwässert über den Fluss Lillälven in den Dalälven.
Einige angrenzende kleinere Seen sind Vikasjön, Osjön, Liljan und Hosjön.